# 宗田理
宗田 理（そうだ おさむ、1928年〈昭和3年〉5月8日 - 2024年〈令和6年〉4月8日）は、日本の小説家。
東京府豊多摩郡（現：東京都世田谷区）生まれ、愛知県幡豆郡一色町（現：西尾市）出身。愛知県名古屋市東区在住。日本大学藝術学部映画学科卒。
子供や老人などの視点から社会の矛盾を鋭く指摘するといった作品を多く発表し、若い世代を中心に人気を博していた。また、ライトノベルと呼ばれる小説群を手掛ける作家とは世代的に異なるものの、過去にはライトノベルのレーベルから作品を発表しており、広義の意味でライトノベル作家の範疇に含める場合がある。

## 経歴

### 生い立ち
東京府豊多摩郡、現在の東京都世田谷区代田橋生まれ。愛知県幡豆郡一色町（現西尾市）で育つ。
戦後間もなく、友人と出したガリ版による同人誌にて、『涅槃』という最初の作品を書く。当時のペンネームは漠蕪愚（ばくぶぐ）。

### 大学時代
アメリカ映画に衝撃を受け、やがて映像の時代が来るとの思いから日本大学藝術学部映画学科に入学し、実習の創作としてシナリオを書く。その時に書いた『雲の果て』（1991年に刊行された『雲の涯』の基となる）という作品が、講師として来ていた松竹映画専属のシナリオライター八木沢武孝の目に留まり『江古田文学』に掲載するよう推薦されたが、その頃の文芸学科の学生たちには「シナリオは文学ではない」という風潮が強く掲載を拒否された。しかし『江古田文学』には映画学科からも製作実習費が出ていたことから映画学科の学生たちが抗議し、映画学科からは宗田の作品だけが何とか掲載された。
その後、八木沢の依頼で助手をするようになり、やがて摂津茂和原作の映画『台風息子』（東映）の脚色の下書きなどを書くようになる。当時はまだ無名だったため、八木沢武孝のクレジットで配給されている。

### 編集業に携わる
その後、八木沢の仕事が減ってきたこともあり、大学時代に教授から勧められて参加を約束していた、森脇将光の出版事業「森脇文庫」の編集業に加わる。まず森脇の手記を出版するように言われたものの、それまで一度も本を作ったことがなく編集について何も知らなかったため、印刷屋から組み付けの手ほどきを受ける。
その後、森脇から週刊誌を出すように言われ創刊した週刊誌『週刊スリラー』の編集長を務める。高利貸の帝王として名を馳せていた森脇に集まる裏社会の人間を見てきたことが、後の作品作りに役立つことになる。この頃、柴田錬三郎や水上勉、高木彬光、松本清張などの作家と出会い、良い作品を書いてもらおうと取材や資料集めなどで協力する。政界の裏側を調査した機関の実務者でもあり、造船疑獄の発端となった「森脇メモ」は、宗田の手で記されたとされている。

### PR会社を起業
森脇が森脇文庫を突然やめると、宗田は数人と共に企業のPR会社を興し、主に自動車会社のPR誌などを作るようになる。自動車に詳しくなり、梶山季之や清水一行に資料の提供や取材などで協力するようになる。
1970年後半にカズノコが高騰し、その原因を調べるうちに水産業界の裏の実態を知り、これをテーマにした『未知海域』を発表。この作品が情報小説として高く評価され、1979年に直木賞候補となり、これをきっかけに小説家として活動するようになる。

### 「ぼくらの」シリーズで大ヒット
東京タイムズで連載した『少年みなごろし団』がトクマ・ノベルズから刊行されると、大人向けに書いたものであるにもかかわらず子供に受け、そのうちの一人である当時小学生だった角川書店の編集者の娘からの推薦がきっかけで声が掛かり、後に人気シリーズとなる『ぼくらの七日間戦争』を書くに至る。
当時の宗田自身は、シリーズ2作目である『ぼくらの天使ゲーム』は『ぼくらの七日間戦争』の続編という位置付けでありシリーズ化は考えていなかったが、『ぼくらのデスマッチ』の頃からシリーズとしての意識で書き続けていくことになる。中学生たちが主人公であるこのシリーズは当初、1学期に1冊のペースで3年間書けば終わるだろうと考えていた。
しかし、シリーズが続くにつれ評判が高まり、多くの読者からの要望によりシリーズ最終作と思われた『ぼくらの最終戦争』以降もシリーズは継続されることになる。ぼくらシリーズは2001年までに累計発行部数が1500万部を数える。
『ぼくらの七日間戦争』、『ぼくらの秘島探検隊』の他に、『仮面学園殺人事件』、『ほたるの星』、『早咲きの花』は映画化されている。

### 死去
2024年4月8日午後6時26分に肺炎のため名古屋市の病院で死去。95歳没。

## 作品リスト

### 2年A組探偵局シリーズ
- 1991年10月　ラッキー・マウスの謎
- 1992年3月　魔女狩り学園
- 1993年8月 　奥の細道失踪事件
- 1994年10月　みな殺し学園
- 1995年11月　遺書の秘密
- 1997年4月　殺しの交換日記
- 1998年2月　衛生ボーロ殺人事件
- 1998年9月　答案用紙の秘密
- 1999年2月　呪われた少年
- 1999年8月　仮面学園殺人事件
- 2000年7月　仮面学園2
- 2001年3月　魂の姉妹
- 2001年12月　ランドセル探偵団
- 2003年4月　修学旅行殺人事件
- 2013年6月　ラッキーマウスと3つの事件（角川つばさ文庫版）
- 2013年12月　ぼくらの魔女狩り事件（角川つばさ文庫版）
- 2014年8月　ぼくらの仮面学園事件（角川つばさ文庫版）
- 2015年3月　ぼくらの交換日記事件（角川つばさ文庫版）
- 2015年8月　ぼくらのテスト廃止事件（角川つばさ文庫版）
- 2016年3月　ぼくらのロンドン怪盗事件（角川つばさ文庫版書き下ろし）
- 2016年7月　ぼくらとランドセル探偵団（角川つばさ文庫版）
- 2017年8月　ぼくらの都市伝説（角川つばさ文庫書き下ろし）

### 悪ガキ７シリーズ
- 2013年3月　いたずらtwinsと仲間たち
- 2013年10月　モンスター・デスマッチ！
- 2014年12月　タイ行きタイ！
- 2015年7月　転校生は魔女!?
- 2017年2月　人工知能は悪ガキを救う!?
- 2018年2月　学校対抗イス取りゲーム
- 2019年2月　よろずお悩み解決します

### その他
- 『教育のマン・マシンシステム プログラム学習に何を期待できるか』東洋出版社 1970年
- 『未知海域』河出書房新社 1979年 のち文庫,角川文庫
- 『小説・日米自動車戦争』祥伝社 ノン・ノベル 1980年 のち徳間文庫
- 『欲望の靴』祥伝社 ノン・ノベル 1981年
- 『破壊家族』双葉ノベルス 1982年 のち文庫
- 『プロジェクト910 ブルーバードに賭けた男たち』読売新聞社 1982年
- 『誘拐ツアー』トクマノベルス 1982年 のち角川文庫
- 『少年みなごろし団』トクマノベルス 1983年 のち角川文庫
- 『船絵馬殺人事件』カドカワノベルズ 1984年
- 『ペテン師ファミリー 詐欺師ロマン』講談社ノベルス 1984年 のち角川文庫
- 『三河湾殺人望郷歌』トクマノベルス 1984年
- 『怪盗サンクスの冒険』読売新聞社 1985年 のち角川文庫
- 『殺人コンテスト』角川文庫 1985年
- 『春休み少年探偵団』青樹社 1985年 のち角川文庫
- 『ガラスの靴』徳間文庫 1986年
- 『大熱血!!落ちこぼれ探偵団』双葉ノベルス 1986年 のち文庫、角川文庫
- 『人牛殺人伝説』角川文庫 1986年
- 『皆殺しツアーにご招待 スラプスティックミステリー』青樹社 1986年 のち角川文庫
- 『北斗七星殺人伝説』角川文庫 1987年
- 『快傑TVジャッカーズ』立風書房 1988年
- 『武田信玄怨霊ツアー』角川文庫 1988年
- 『地下鉄殺人ゲーム ぼくらはファミコン探偵団』徳間文庫 1988年 のち光文社文庫
- 『秘文字で書かれた殺人調書』角川文庫 1988年
- 『復讐クラブは大にぎわい』角川文庫 1988年
- 『泥棒シリーズ』新潮文庫
  1. ぼくの泥棒日記 東海道親子三人珍道中 1988年 のち青樹社文庫
  2. ぼくたちの桃太郎作戦 1992年 のち青樹社文庫
- 『世は人情殺人の故郷』角川文庫 1988年 - 『三河湾殺人望郷歌』1984年 からの改題
- 『自殺同盟 ミステリー傑作選』双葉ノベルス 1989年 のち文庫
- 『おかしな訪問者』新潮文庫 1990年
- 『ゴッドマザーシリーズ』光文社文庫
  1. ゴッドマザーと子ども軍団 1990年
  2. ゴッドマザーと笑う死体 1991年
  3. ゴッドマザーの双子チーム 1992年
  4. ゴッドマザーと特別教室 1994年
- 『ぼくんちの戦争ごっこ』角川文庫 1990年
- 『雲の涯 ぼくらの太平洋戦争』角川書店 1991年 『雲の涯 中学生の太平洋戦争』文庫
- 『黒真珠を追え』カドカワノベルズ・角川文庫 1991年
- 『隠れ商売繁盛記』徳間文庫 1992年
- 『株式会社∞無限大』学習研究社 1992年
- 『真田十勇士（ブレーブス）シリーズ』角川文庫
  1. 立て真田十勇士 1992年
  2. 行け真田十勇士 1993年
- 『ぼくのおもちゃ戦争シリーズ』光文社文庫
  1. ぼくのおもちゃ戦争 1992年
  2. ぼくの社長ゲーム 1993年
- 『あたしのノラ猫日記』新潮文庫 1993年 のち青樹社文庫
- 『ぼくたちの秘宝伝説』奥田孝明画 学習研究社 1993年
- 『雨林』カドカワノベルズ 1994年
- 『悪ガキ同盟 3』山下一徳画 学習研究社
  1. 恐怖の校内感染 1994年
  2. どうくつのミイラ 1994年
  3. えッ恐竜料理店 1994年
  4. 家なきパパ 1995年
  5. なぞなぞベビー 1995年
- 『転校生伝説シリーズ』角川文庫
  1. 壇ノ浦バトル 転校生伝説 1994年
  2. 小樽デスマッチ 転校生伝説 1995年
  3. 遠野ワンダーランド 転校生伝説 1996年
- 『先生を改造する66の方法』角川書店 1995年
- 『悪ガキ隊シリーズ』光文社文庫
  1. ぼくらはウルトラ悪ガキ隊 1995年
  2. ぼくらは隠れ悪ガキ隊 1995年
  3. ぼくらは天才悪ガキ隊 1995年
- 『奇跡売ります』読売新聞社 1996年 のち徳間文庫
- 『悩み買います』角川mini文庫 1996年
- 『ぼくらは超いじめられっ子』光文社文庫 1996年
- 『誘拐ゲーム』ケイブンシャ文庫 1996年
- 『救急ゴロゴロファイブ』ケイブンシャ文庫 1997年
- 『ハイパー戦士団シリーズ』 アスキー ログアウト文庫
1. 復讐家族 1997年
2. 探偵家族 1997年
3. 冒険家族 1997年
6. 逆転家族 1998年
- 『黒十字戦記』 アスキー ログアウト冒険文庫
  1. ニセ被害者同盟 1997年
  2. 学校壊滅計画 1998年
- 『走れ、安永 ぼくらのメモリアル』角川mini文庫 1997年
- 『ぼくのTV支配マニュアル』光文社文庫 1997年
- 『ナニワ金満高校』 ケイブンシャ文庫
  1. 一攫千金大作戦 1998年 のち徳間文庫
  2. アイラブマネー旋風 1999年
  3. 祝ベンチャー学園開校! 1999年
- 『純子の冒険 ぼくらのメモリアル』角川mini文庫　1998年
- 『ワンダーランド探検隊』 KSS文庫
  1. 　高天原戦争 1998年
- 『悪ママ改造計画』光文社文庫 1998年
- 『消えた五百億円』ハルキノベルス、1999年
- 『13歳の黙示録』講談社 2000年 のち文庫
- 『親らしいこと14条』三笠書房 2001年
- 『子どもたちの戦友』角川書店 2002年
- 『ぼくらはどう生きるか』角川書店 2002年
- 『マミーよ永遠に』角川文庫 2003年
- 『子育てママええじゃないか 目からウロコの37の知恵』海竜社 2004年
- 『天路』講談社 2004年 のち文庫
- 『ほたるの星』角川文庫 2004年
- 『ええじゃないか 17歳のチャレンジ』角川書店 2005年 のち文庫
- 『サギ師バスターズ』PHP文庫 2006年
- 『早咲きの花 子どもたちの戦友』角川文庫 2006年
- 『いじめられっ子ノラ』PHP研究所 2007年
- 『スーパーマウスJの冒険』中日新聞社 2008年-『ぼくらとスーパーマウスJの冒険』に改題して角川文庫 2010年　ぼくらシリーズ番外編とされることもある。
- 『問題児は救世主!?』角川文庫 2008年
- 『東京キャッツタウン』加藤アカツキ絵 角川つばさ文庫 
  1. おばけアパートの秘密 2009年
  2. 白いプリンスとタイガー 2009年
  3. おばけカラス大戦争 2010年
- 『ぼくらのアラビアン・ナイト アリ・ババと四十人の盗賊シンドバッドの冒険』はしもとしん絵 角川つばさ文庫 2010年
- 『ぼくが見た太平洋戦争』PHP研究所 2014年
- 『ずっと一年生!? トラブル解決大作戦』YUME絵 角川つばさ文庫 2021年

### 共著
- 『「いい病院」への挑戦 患者のためにできること』（共著：宗田律）角川フォレスタ 2012年3月
- 『2030年の旅』（共著：恩田陸、瀬名秀明、小路幸也、支倉凍砂、山内マリコ、喜多喜久、坂口恭平）中公文庫 2017年10月

### 翻訳
- R・L・スティーブンソン原作『宝島』徳田秀雄絵 講談社 痛快世界の冒険文学 1998年